# 시의 (동오)
시의(是儀, ? ~ ?)는 중국 후한 말에서 삼국시대 오나라 때의 문관으로, 자는 자우(子羽)이며, 북해군 영릉현 사람이다. 본래 이름은 씨의(氏儀)였다.

## 행적
처음에는 현의 관리였는데, 당시 현의 상이었던 공융(孔隆)이 씨의에게
| “ | ‘씨(氏)’자는 ‘민(民)’의 위쪽 부분이 없는 것이므로 네놈은 머리가 없구나! 차라리 성을 ‘시(是)’로 바꾸는 것이 낫겠다. | ” |

라고 하자, 씨의는 그 말대로 성을 갈아 ‘시의’가 되었다.
이후 유요에게 의탁해 강동으로 전란을 피해 피신했으며, 손책의 군대에게 유요의 군대가 패하자 회계로 이주한다. 손권이 손책의 뒤를 이어 문필의 우수함을 이유로 시의를 초빙하자 시의는 손권이 있는 곳으로 도착해 신임을 받아 기밀사항을 전문적으로 처리해 기도위로 임명되었다.
여몽이 관우 토벌의 계획을 세울 때 시의에게 의견을 묻자 시의는 여몽의 의견에 적극적으로 찬성해 어서 그 의견을 받아들일 것을 권하니 그는 관우 토벌에 종군해 충의교위로 승진한다. 시의가 사퇴의사를 밝히자 손권은
| “ | 내가 비록 조간자(趙簡子)는 아니지만, 당신은 어찌 자신을 굽혀 주사(周舍)가 되지 못하는 것이오? | ” |

라며 그의 사퇴를 막았다고 한다.
209년에 손권이 거기장군으로 임명될 때 서상, 호종과 함께 군사와 국가의 기밀사항을 처리했으며, 손권이 형주를 정벌하고 무창을 수도로 정했을 때 시의는 비장군으로 임명되면서 곧 도정후로 봉해졌다가 시중의 일을 처리하게 되었다. 시의에게 병권을 주려고 했으나 시의는 자신에게는 장수의 재능이 없다면서 거부했으며, 221년 손권이 오왕이 되자 정후로 봉해졌다.
228년에 시의는 환현으로 가서 유소를 만나 조휴를 회유하게 해 조휴(曺休)를 유인하자 크게 무찔러 편장군으로 승진하고 상서의 일을 담당해 각 관원을 총 관리했고, 송사 처리를 겸했다. 또 각 공자(公子)에게 학문을 가르쳤다.
황제의 대가를 동쪽으로 옮기면서 태자 손등을 무창에 남겨 지키도록 하면서 시의에게 태자를 보좌하도록 했는데, 태자는 시의를 존경해 어떤 일이 있으면 먼저 그에게 자문한 후에 시행했다. 나아가 시의를 도향후로 봉했으며, 이후에 시의는 태자를 수행해 건업으로 돌아와서 시중, 중집법으로 임명되어 모든 관리들의 일을 관리하고 이전과 같이 송사를 다스리도록 했다.
이때 간신배 여일(呂壹)은 강하태수 조가가 국가의 정치를 비방했다고 무고하자 손권은 분노해 조가를 체포해 옥에 가두고 철저하게 심문했는데, 그 당시 함께 앉아있던 사람들은 모두 여일을 두려워하고 있었으므로 일제히 조가가 비방하는 것을 들었다고 했지만 시의 혼자만 들은 일이 없다고 말했다. 그래서 시의는 며칠 간 궁문을 받으면서 손권의 조서는 엄하게 바뀌었으며, 신하들은 시의 때문에 두려워해 숨을 죽였다. 이 때 시의는 이렇게 대답했다.
| “ | 지금 칼과 톱이 이미 신의 목에 있는데, 신이 어찌 감히 조가를 위해 사실을 숨겨 스스로 멸망을 취하여 충성하지 않는 귀신이 되겠습니까! 돌이켜 생각하면 사람이 들어 아는 것에는 마땅히 본말이 있는 것입니다. | ” |

그는 사실에 근거해 질문에 대답하면서 말을 바꾸는 일이 없으니 손권은 결국 그를 풀어 주었고, 조가 역시 사면시켰다고 한다.
234년, 제갈량(諸葛亮)이 죽자 손권은 서쪽의 주에 마음을 두고 시의를 촉으로 보내 우호관계를 다지게 했는데, 이 결과가 손권의 마음에 들어 그는 상서복야로 임명되었다. 손화와 손패의 두 궁궐이 처음 세워졌을 때 시의는 본래의 직책 위에서 또 손패의 부상을 겸임했는데, 시의는 두 궁의 지위가 근사함을 꺼려 다음과 같이 상소를 올렸다.
| “ | 신의 개인적인 생각으로는 손패는 천부적인 미덕을 갖추고 있고 문무의 자질을 겸하고 있으며, 현재의 상황에 근거해 적절한 것은 마땅히 사방을 지키도록 하며, 국가의 방어를 돕도록 해야만 합니다. 손패에게 아름다운 덕행을 선양하고 권위있는 명성을 널리 빛내도록 하는 것, 이것이 국가의 훌륭한 법도이며, 사해 안의 사람들이 우러러 바라는 것입니다. 다만 신의 언사가 조잡하고 거칠어 생각을 전부 표현할 수 없을 뿐입니다. 저는 두 궁은 지위에 있어 높음과 낮음의 차이가 있어 상하의 질서를 바르게 해 교화의 근본을 밝혀야 한다고 생각합니다. | ” |

이런 내용의 상소를 3개나 올렸으며, 항상 충성을 다하고 간언을 했다고 한다.
시의는 산업을 다스리지 않으면서 다른 사람들이 은혜를 베푸는 것을 받지 않았으며, 집과 방은 그 자신을 받아들일 만큼의 크기로 만들었다. 그의 청렴함에 관해 일화가 있는데 한 번은 그의 이웃집에 큰 저택을 짓는 자가 있었는데, 손권은 궁궐에서 나와 멀리서 바라보더니 큰 집을 짓는 자가 누구인지 묻자 주위의 사람들은 시의의 집 같다고 했으나 손권은
| “ | 시의는 검소하니 반드시 그의 집이 아닐 것이다. | ” |

라고 하면서 물어본 결과 과연 다른 사람의 집이었으며, 시의가 인정받고 신임받은 것은 이와 같았다.
시의는 옷에 있어서 정밀하고 섬세함을 구하지 않으면서 음식에 있어서도 많은 요리를 구하지 않았으며, 항상 빈곤한 사람을 구제해 집에는 쌓아놓은 것이 없어 손권은 이 일을 듣고 시의의 집으로 행차해 거친 음식 보기를 구하고 직접 먹어보고는 이에 대한 탄식을 했다. 손권은 즉시 봉록과 상을 늘려주고 밭과 주택을 더해 주었는데, 시의는 누차 사양하면서 은혜가 걱정된다고 했다.
시의는 때때로 손권에게 나아가 건의를 올리면서 일찍이 다른 사람의 단점을 말한 적은 없었으며, 손권은 항상 시의를 책망해 구체적인 일에 대해 말하지 않고 일의 옳고 그름에 대한 태도가 없다고 했다. 시의는 대답했다.
| “ | 성스런 군주가 위에 있고, 신하가 직책을 지키면서 두려워하는 것은 직무를 빛내지 못하는 것이므로 실제로 감히 어리석은 신하의 의견으로써 군주의 귀를 어지럽히지 못합니다. | ” |

그는 국가를 섬긴 지 수십 년 동안 일찍이 허물이 없었으며, 여일이 조가의 경우를 제외하고도 장군, 재상, 대신을 탄핵하자 간혹 한 사람이 네 번씩이나 죄행을 고발당했는데, 유독 시의만은 고발되지 않았다. 손권은 찬탄하며 말했다.
| “ | 만일 사람들이 모두 시의만 같다면 어찌 법령을 사용하겠는가? | ” |

시의는 질병으로 눕게 되자 미리 유언을 남겨 옻칠을 하지 않은 관을 사용하고 평상복으로 염을 해 절약에 힘쓰도록 했으며, 그는 81세에 세상을 떠났다.

## 시의에 대한 평가
진수가 평하길 시의는 청렴하고 삼가고 곧고 소박했다고 한다.

## 같이 보기
- 삼국지 인물 목록
- 진수 (서진)
- 배송지
- 사마광